# Suzanne Täng
Suzanne Täng, född 16 februari 1940 i Örgryte,, död 1 mars 2014 i Stockholm, var en svensk översättare. Täng var undertextare vid Sveriges Television från 1970 till sin pension. Hon översatte från engelska, franska och spanska. Hon översatte långfilmer, dokumentärer, sångprogram och nyheter och ägnade sig även åt text-tv-textning.